# Capability Brown
Pour les articles homonymes, voir Brown.
Lancelot Brown (né vers 1715 – 16, baptisé le 30 août 1716 - 6 février 1783), plus connu sous le nom de Capability Brown, est un paysagiste anglais, considéré comme « le plus grand jardinier d'Angleterre »; il reste la figure la plus célèbre de l'histoire du jardin à l'anglaise. On se souvient aussi de lui comme « le dernier des grands artistes anglais du XVIIIe siècle à avoir reçu son dû ».
Contrairement à d'autres architectes, dont William Kent, il est un jardinier de terrain et fournit à ses clients un service clé en main complet, concevant les jardins et le parc, puis gérant leur aménagement paysager et leur plantation. Il est surtout célèbre pour les parcs paysagers des country houses (châteaux anglais), dont beaucoup ont survécu raisonnablement intacts. Il a également inclus dans ses plans des « jardins d'agrément » avec des jardins de fleurs et des bosquets, généralement placés là où ils n'obstrueraient pas les vues sur le parc et depuis les façades principales de la demeure. Peu de ses plantations de « jardins d'agrément » ont survécu aux changements ultérieurs. Il a également soumis des plans pour des projets urbains beaucoup plus petits, par exemple les jardins du collège le long de The Backs à Cambridge.
Il a conçu plus de 170 parcs, dont beaucoup survivent. Il était surnommé « Capability » parce qu'il disait à ses clients que leur propriété avait une « capability » (capacité) d'amélioration. Son influence est si grande que les contributions au jardin à l'anglaise faites par ses prédécesseurs Charles Bridgeman et William Kent sont souvent négligées ; même le champion de Kent, Horace Walpole, a admis que Kent « avait été remplacé par un maître très compétent ».

## Jeunesse, Stowe

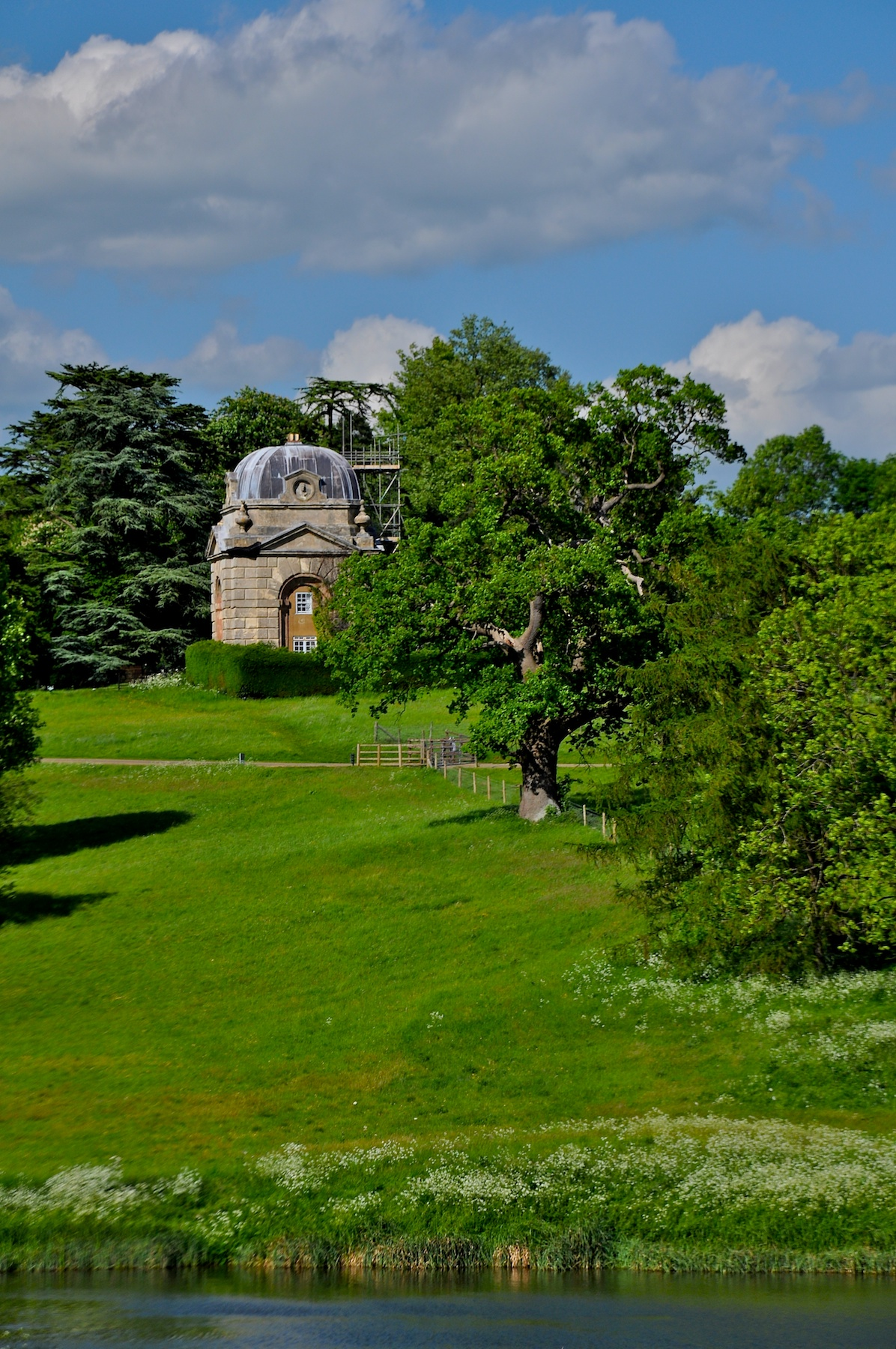
Stowe Park avec le Western Boycott pavillion.

Lancelot Brown est le cinquième enfant d'un agent des terres et d'une femme de chambre. Il nait dans le village de Kirkharle, Northumberland (comté) et est éduqué dans une école de Cambo jusqu'à l'âge de 16 ans. Le père de Brown, William Brown, a été l'agent des terres de Sir William Loraine et sa mère, Ursula (née Hall), a servis à Kirkharle Hall. Son frère aîné, John, est devenu arpenteur immobilier et a épousé plus tard la fille de Sir William. Son frère aîné George est devenu architecte-maçon.
Après l'école, Lancelot travaille comme apprenti jardinier en chef au jardin potager de Sir William Loraine à Kirkharle Hall jusqu'à l'âge de 23 ans. En 1739, il voyage vers le sud jusqu'au port de Boston, dans le Lincolnshire. Il déménage ensuite plus à l'intérieur des terres, où sa première commande de paysage est pour un nouveau lac dans le parc de Kiddington Hall, Oxfordshire, puis à Wotton Underwood, Buckinghamshire, siège de Sir Richard Grenville.
En 1741, Brown rejoint l'équipe de jardiniers de Lord Cobham en tant que sous-jardinier à Stowe House, Buckinghamshire où il travaille sous William Kent, l'un des fondateurs du nouveau style anglais de jardin paysager. En 1742, à l'âge de 26 ans, il est officiellement nommé jardinier en chef, gagnant 25 £ (équivalent à 4 200 £ en 2021) par an et résidant dans le Western Boycott pavillion.
Brown reste à Stowe jusqu'en 1750. Il conçoit y la vallée grecque sous la supervision de William Kent, une composition abstraite de relief et de bois. Lord Cobham le laisse travailler comme travailleur indépendant pour ses amis aristocratiques, le faisant ainsi bien connaître en tant que jardinier paysagiste. Comme promoteur du nouveau style anglais, Brown devient très recherché par les familles terriennes. En 1751, alors qu'il commence à être largement connu, Horace Walpole écrit sur son travail au château de Warwick : « Le château est enchanteur ; la vue m'a plu plus que je ne puis l'exprimer, la rivière Avon dévale en cascade au pied de celle-ci. Il est bien présenté par un certain Brown qui s'est appuyé sur quelques idées de Kent et de M. Southcote. »
Dans les années 1760, il gagne en moyenne 6 000 £ (équivalent à 873 000 £ en 2021) par an, généralement 500 £ (équivalent à 72 700 £ en 2021) par commission. Cavalier accompli, il est capable de travailler rapidement, ne prenant qu'une heure environ à cheval pour inspecter un domaine et ébaucher une conception dans sa totalité. En 1764, Brown est nommé maître jardinier de George III au château de Hampton Court, succédant à John Greening, et résidant à Wilderness House. En 1767, il achète un domaine pour lui-même à Fenstanton dans le Huntingdonshire au comte de Northampton et est nommé haut-shérif du Cambridgeshire et du Huntingdonshire pour 1770 ; son fils Lance exerce la plupart des fonctions.

## Jardins paysagers
Brown est crédité de 170 parcs entourant les plus belles country houses et domaines de Grande-Bretagne, dont beaucoup existent encore aujourd'hui. Son travail perdure au château de Belvoir, à Croome Court (où il a également conçu la house), au palais de Blenheim, au château de Warwick, à Harewood House, au château de Highclere, au château de Tong, à Appuldurcombe House, à l'abbaye de Milton et au village voisin de Milton Abbas, et laisse des traces aux jardins botaniques royaux de Kew et à de nombreux d'autres emplacements.
Son style de pelouse lisse et ondulée, qui courre directement à la maison, des bosquets, des rideaux et des dispersions d'arbres, ses lacs serpentins formés par des barrages invisibles sur de petites rivières, constituent un nouveau style dans le paysage anglais, une forme « sans jardin » de jardin paysager, qui balaie presque tous les vestiges des styles formels précédents.
Ses paysages sont à la pointe de la mode. Ils sont fondamentalement différents de ceux qu'ils ont remplacé, ces jardins formels bien connus d'Angleterre qui ont été critiqués par Alexander Pope et d'autres à partir des années 1710. À partir de 1719, William Kent les remplace par des compositions plus naturalistes, qui atteignent leur plus grand raffinement dans les paysages de Brown.
À Hampton Court, Brown rencontre Hannah More en 1782 qui décrit ses manières « grammaticales » dans ses termes littéraires : « Now there' said he, pointing his finger, 'I make a comma, and there' pointing to another spot, 'where a more decided turn is proper, I make a colon; at another part, where an interruption is desirable to break the view, a parenthesis; now a full stop, and then I begin another subject » (« un tour plus décidé est approprié, je fais deux-points ; à un autre endroit, où une interruption est souhaitable pour briser la vue, une parenthèse ; maintenant un point, puis je commence un autre sujet »). Les mécènes de Brown voient les paysages idéalisés qu'il crée pour eux en terme des peintres paysagistes italiens qu'ils admirent et collectionnent, comme Kenneth Woodbridge l'a observé pour la première fois dans le paysage de Stourhead, un paysage « brownien » (avec une promenade non « brownienne ») dans lequel Brown lui-même n'est pas impliqué.

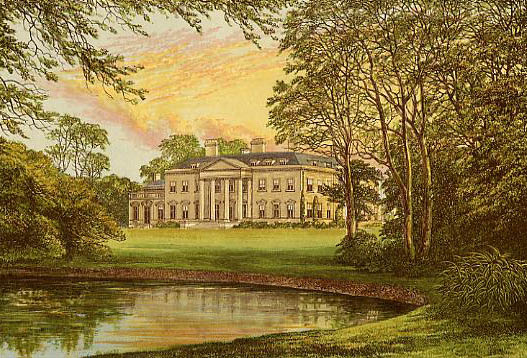
Broadlands, manoir du Hampshire remodelé par Capability Brown en 1767 (gravure de 1880)
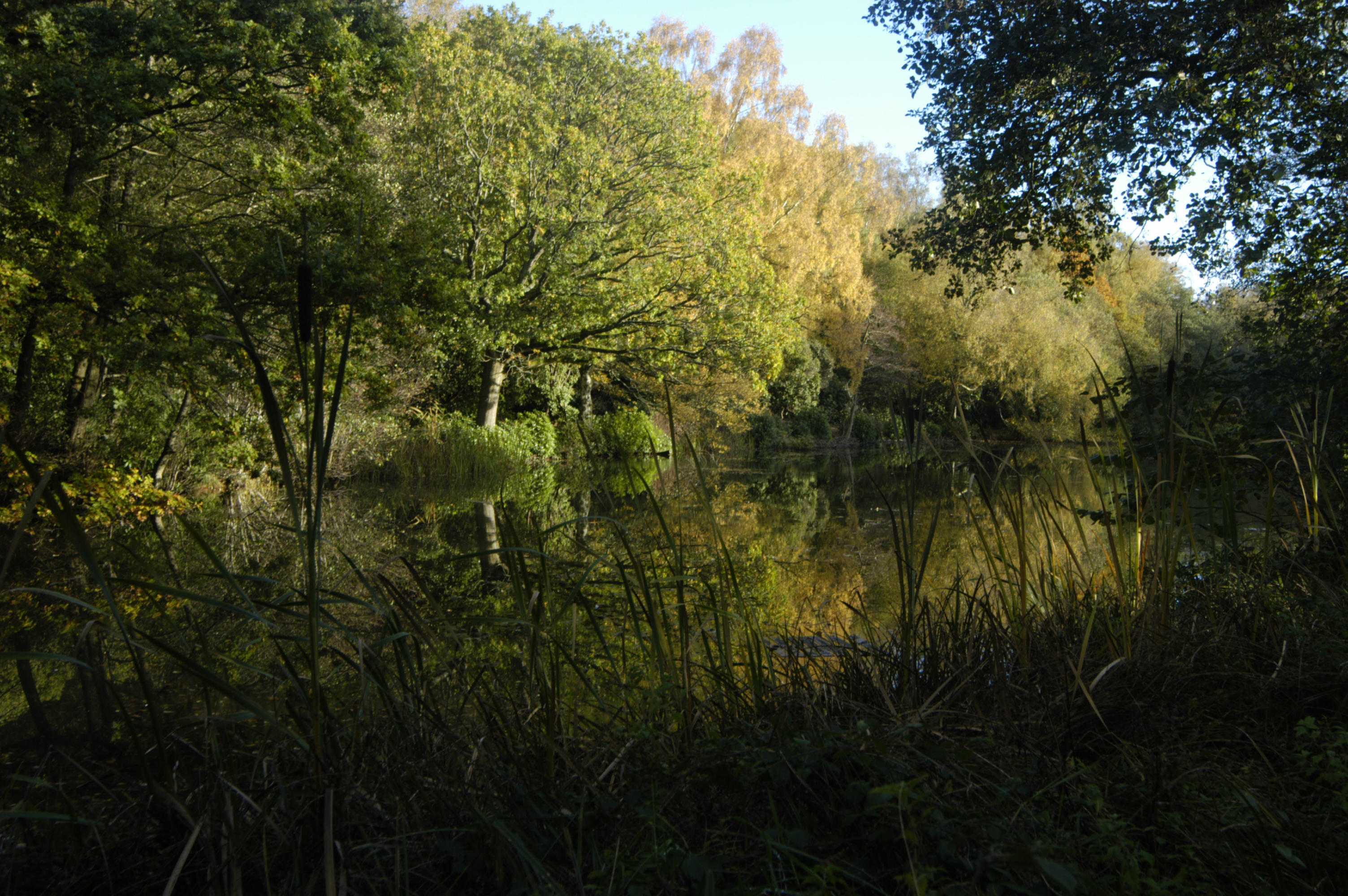
Brown's Pond à Sandleford, Berkshire, l'un d'une série d'anciens étangs à poissons du prieuré adaptés par Brown à partir de 1781
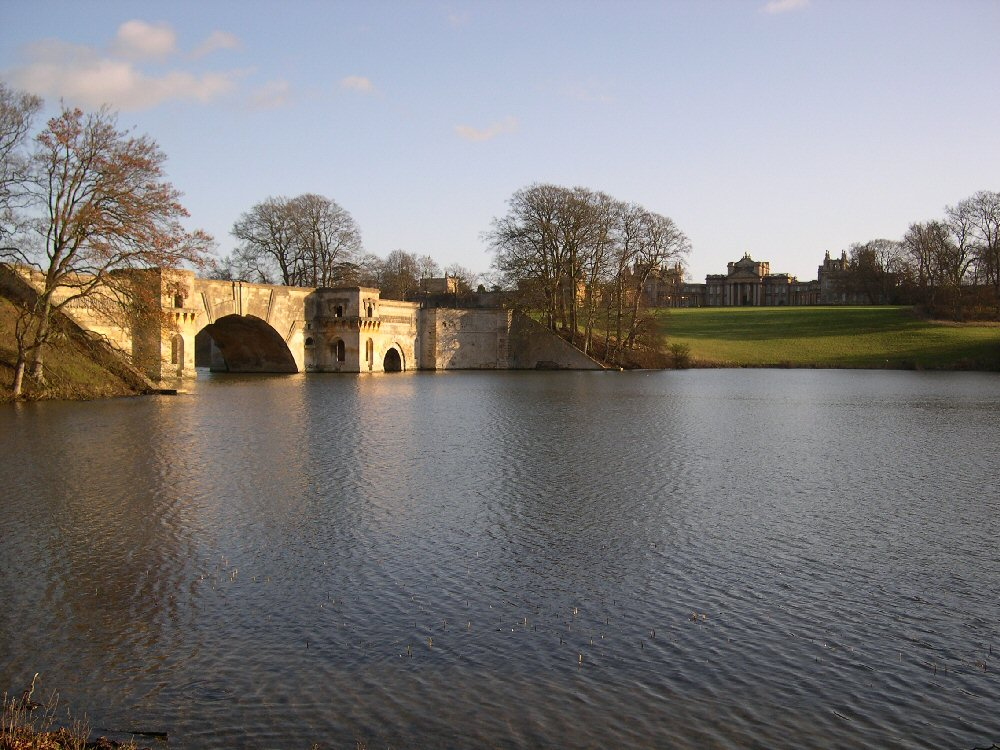
Au palais de Blenheim dans l'Oxfordshire, Brown a endigué le ruisseau dérisoire coulant sous le Grand Pont de Vanbrugh, noyant la moitié de la structure avec de meilleurs résultats

## Critique
La critique de son style, à la fois à son époque et par la suite, se concentre principalement sur l'affirmation selon laquelle « il a créé des paysages » identiques « avec la demeure principale dans une mer de gazon, un peu d'eau, bien que souvent une caractéristique impressionnante, et des arbres en bosquets et brise-vent », donnant « une uniformité assimilable à de l'autoritarisme » et montrant un manque d'imagination et même de goût de la part de ses clients. Son style, caractérisé par de vastes ondulations d'étendues herbeuses, des bosquets, des rideaux d'arbres et des lacs aux contours irréguliers, représente une innovation dans le paysage anglais qui lui vaut les critiques de bien de théoriciens du paysage. Brown a cependant été aussi beaucoup admiré. Ses paysages s'opposent au style formel qui les a précédés, critiqué par Alexander Pope au début du XVIIIe siècle. À partir de 1719, William Kent, puis Brown, favorisent un style plus naturaliste.
Le critique le plus sévère de Brown est peut-être son contemporain Uvedale Price, qui compare les bouquets d'arbres de Brown à « tant de puddings sortis d'un moule commun ». Russell Page, qui a commencé sa carrière dans le paysage « brownien » de Longleat mais dont les propres conceptions ont une structure formelle, a accusé Brown « d'encourager ses riches clients à arracher leurs splendides jardins à la française et à les remplacer par ses compositions faciles d'herbe, de bouquets d'arbres et de mares et de lacs plutôt informes. ».
Richard Owen Cambridge, le poète et auteur satirique anglais, a déclaré qu'il espérait mourir avant Brown afin de pouvoir « voir le paradis avant qu'il ne soit "amélioré "», une déclaration typique qui reflète la controverse sur le travail de Brown et qui s'est poursuivie au cours des 200 dernières années. En revanche, un historien et auteur récent, Richard Bisgrove, décrit la méthode de Brown comme perfectionnant la nature par « une manipulation judicieuse de ses composants, en ajoutant un arbre ici ou une colonne d'eau cachée là. Son art s'est préoccupé du potentiel formel du sol, de l'eau, des arbres et a ainsi donné au paysage anglais ses formes idéales. La difficulté était que des imitateurs moins capables et des spectateurs moins sophistiqués ne voyaient pas la nature perfectionnée... ils voyaient simplement ce qu'ils considéraient comme la nature. »[réf. nécessaire]
Cette sophistication était reconnue de son temps. En 1772, Sir William Chambers (bien qu'il ne mentionne pas Brown nommément) se plaint que « la nouvelle manière des jardins diffèrent très peu des jardins communs, la nature vulgaire étant copiée si étroitement dans la plupart d’entre eux ».

## Architecture

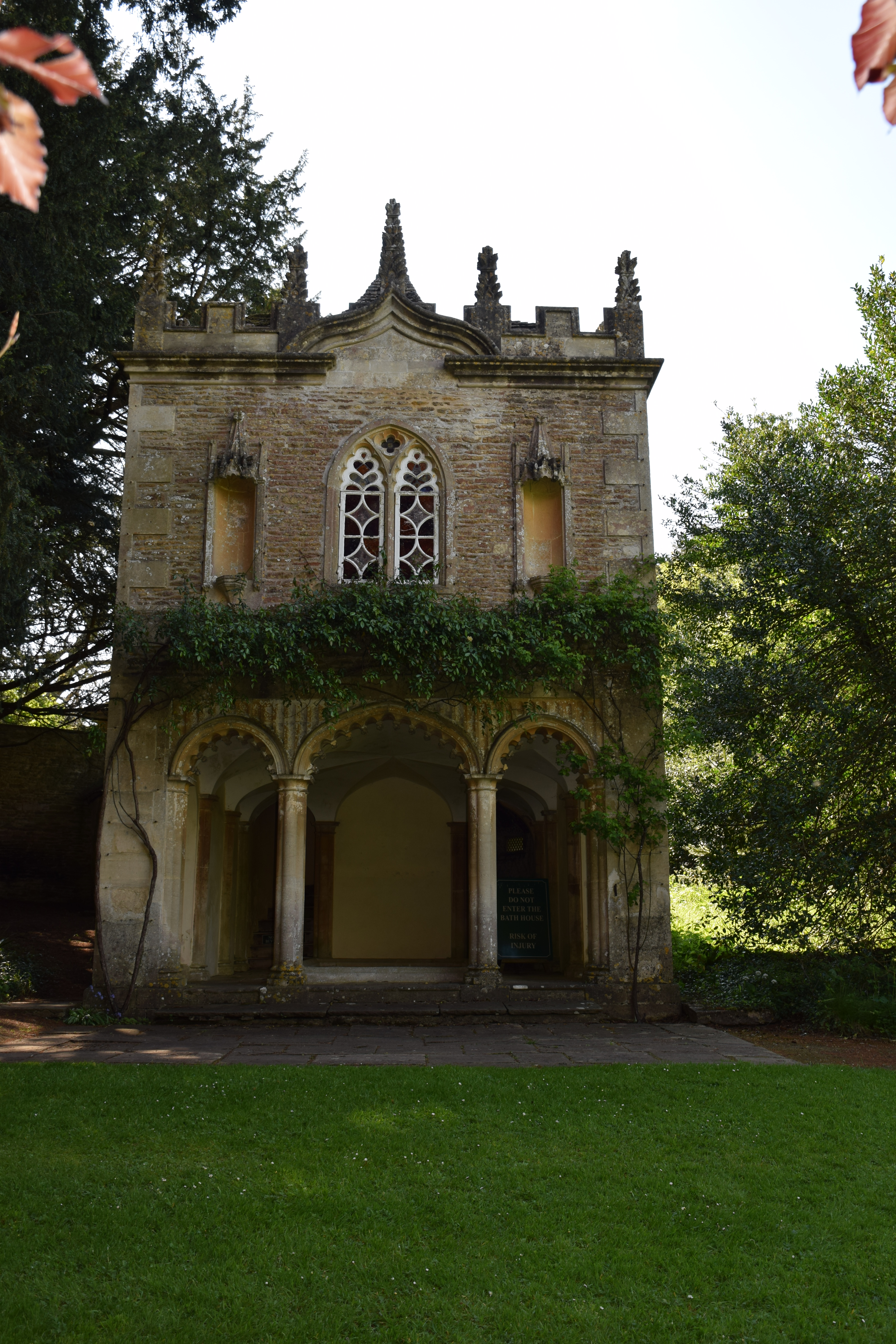
Bath House de Corsham Court.

Capability Brown a produit plus de 100 dessins d'architecture et son travail dans le domaine de l'architecture est une excroissance naturelle de l'ensemble cohérent de la country house dans son cadre : « Dans les mains de Brown, la country house, qui auparavant dominait le domaine, devint une partie intégrante d'un paysage soigneusement composé destiné à être vu à travers l'œil d'un peintre, et sa conception ne pouvait être dissociée de celle du jardin. »
Humphry Repton a observé que Brown se considérait comme un architecte, mais son travail en tant que tel est éclipsé par sa grande réputation de paysagiste. Repton est obligé d'ajouter : « Il n'était inférieur à personne en ce qui concernait le confort, la commodité, le goût et la propriété du design, dans les manoirs et autres bâtiments qu'il prévoyait. » Le premier projet de demeure de Brown est le réaménagement de Croome Court, Worcestershire, (1751-1752) pour George Coventry (6e comte de Coventry), où il suit probablement des croquis du gentleman amateur Sanderson Miller.
Fisherwick, Staffordshire, Redgrave Hall, Suffolk, et Claremont House, Surrey, sont de style classique, tandis qu'à Corsham Court les dépendances sont dans une veine gothique, y compris la Bath House. Des écuries gothiques et des dépendances décoratives, des arcs et des éléments de jardin, constituent bon nombre de ses créations. À partir de 1771, il est assisté dans les aspects techniques par le maître d'œuvre Henry Holland, et par le fils d'Henry, Henry Holland l'architecte, dont Brown soutint les débuts de carrière ; le jeune Holland devient progressivement son collaborateur à part entière, puis son gendre en 1773.

## Postérité

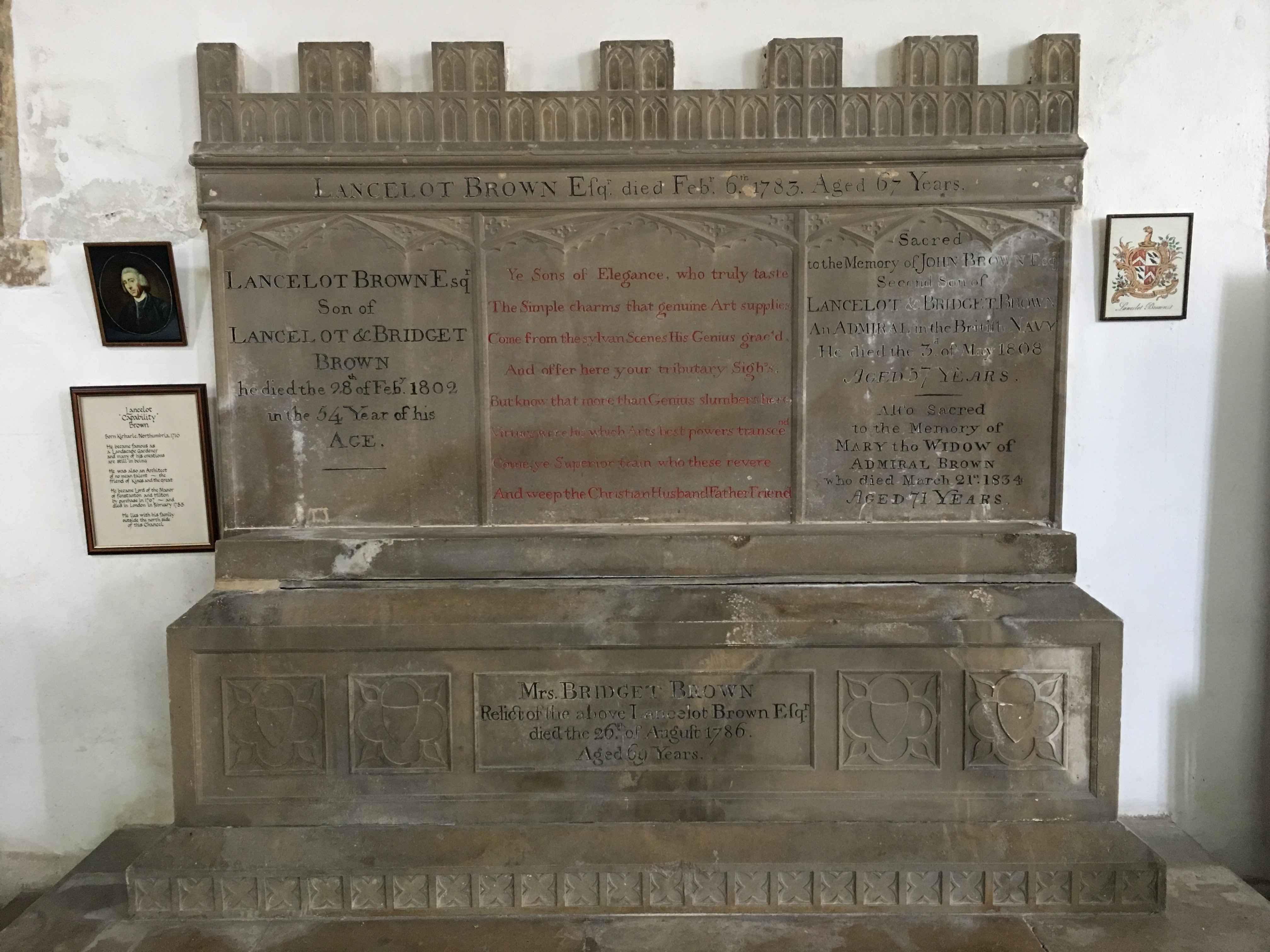
Mémorial à Capability Brown dans l'église de St Pierre et St Paul, Fenstanton, Cambridgeshire.

La réputation de Brown décline rapidement après sa mort, car le style du paysage anglais ne communique pas le conflit dramatique et la puissance impressionnante de la nature sauvage. Une réaction à l'harmonie et au calme des paysages de Brown est inévitable ; ses paysages manquent du frisson sublime que les membres de la génération romantique (tels que Richard Payne Knight et Uvedale Price ) recherchent dans leur paysage idéal, où l'inspiration picturale viendrait de Salvator Rosa plutôt que de Claude Lorrain.
Pendant le XIXe siècle, il est largement critiqué mais au XXe siècle sa réputation remonte. Tom Turner suggère que cela résulte d'une approche favorable de son talent dans History of Garden Art (Histoire de l'art des jardins)  de Marie-Luise Gothein, antérieur au récit positif de Christopher Hussey sur Brown dans The Picturesque (1927). Dorothy Stroud écrit la première monographie complète sur Capability Brown, étoffant les attributions génériques avec la documentation des bureaux de succession des country houses.
Plus tard, des architectes paysagistes comme William Sawrey Gilpin disent que les « courbes naturelles » de Brown sont aussi artificielles que les lignes droites courantes dans les jardins à la française. Un portrait de Brown par Nathaniel Dance-Holland (v. 1773) est conservé à la National Portrait Gallery (Royaume-Uni). Son travail a souvent été favorablement comparé et contrasté (« l'antithèse ») à l'œuvre d' André Le Nôtre, l'architecte paysagiste français du jardin à la française,. Il est devenu à la fois « riche et honoré » et a « "amélioré" une plus grande superficie de terrain que n'importe quel architecte paysagiste » qui l'a précédé,.
Un festival pour célébrer le tricentenaire de la naissance de Brown a eu lieu en 2016. Le Capability Brown Festival 2016 a publié une grande quantité de nouvelles recherches sur son travail et a organisé plus de 500 événements à travers la Grande-Bretagne dans le cadre des célébrations. Le Royal Mail a émis une série de timbres de paysages en son honneur en août 2016.
Le Gardens Trust, avec le soutien de Historic England, a publié Vulnerability Brown: Capability Brown landscapes at risk en octobre 2017 pour passer en revue les problèmes auxquels sont confrontés la survie de ses paysages ainsi les solutions proposées.
Une fontaine commémorative dans le cloître de l'abbaye de Westminster a été dédiée à Lancelot 'Capability' Brown après le service d' Evensong le mardi 29 mai 2018 par le doyen de Westminster, le très révérend Dr John Hall. La fontaine se trouve au-dessus d'un ancien puits monastique dans le Garth. Elle a été conçue par Ptolemy Dean, l'Abbey's Surveyor of the Fabric, avec l'aide du jardinier Alan Titchmarsh. La fontaine a été réalisée en plomb par le sculpteur Brian Turner.

## Vie privée

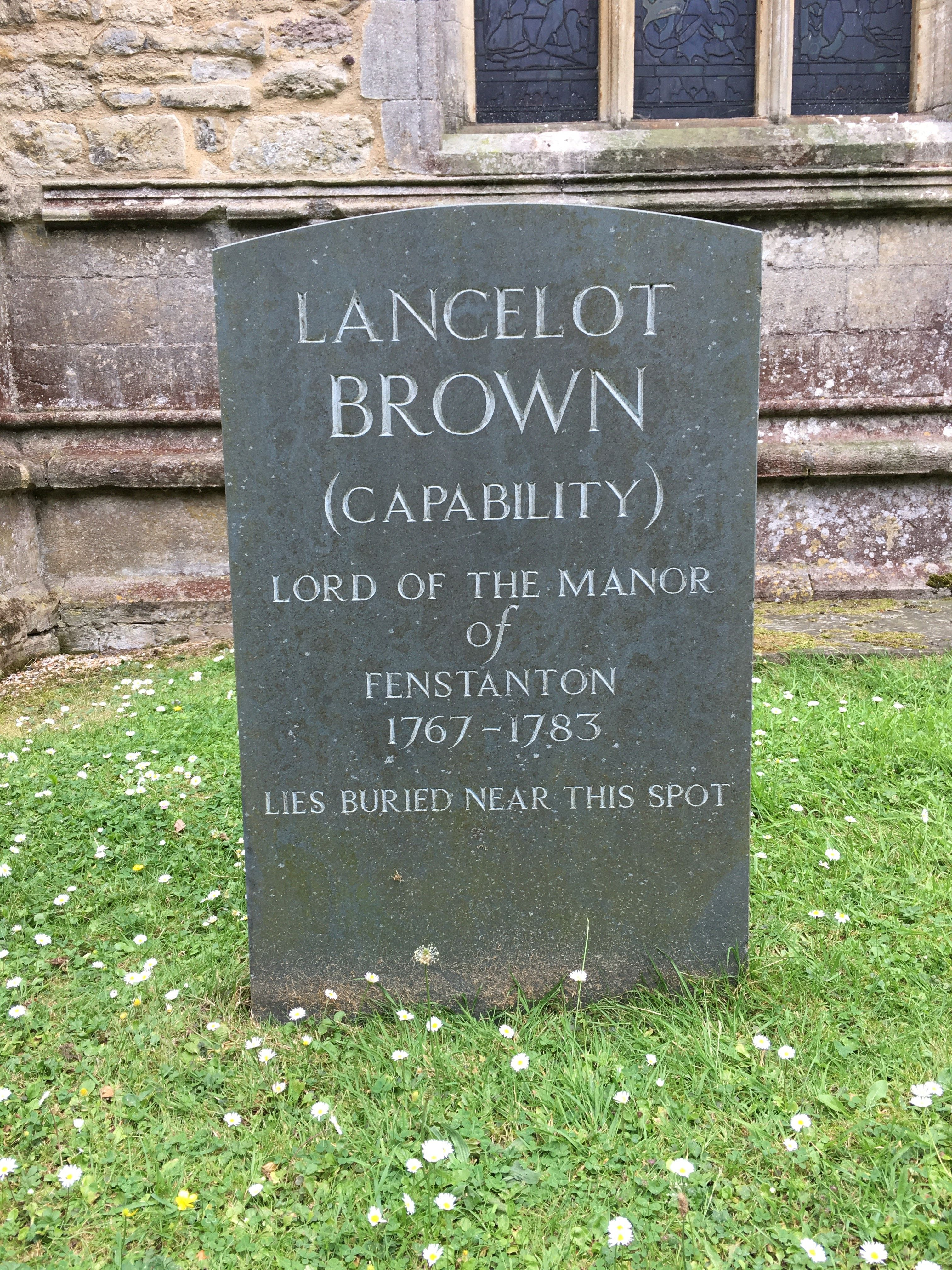
Tombe de Capability Brown dans le cimetière de St Pierre et St Paul, Fenstanton, Cambridgeshire.

Capability Brown épouse Bridget Wayet (affectueusement appelée Biddy), de Boston, Lincolnshire, le 22 novembre 1744, dans l'église paroissiale de Stowe (Buckinghamshire). Son père était alderman, officier municipal élu chargé notamment de faire respecter les règlements de police, et propriétaire terrien ; sa famille comptait parmi ses membres des géomètres et des ingénieurs. Ils eurent huit enfants : Bridget en 1746, Lancelot (dit Lance), William (décédé jeune), John en 1751, un fils en 1754 décédé peu après, Anne née et décédée en 1756, Margaret (dite Peggy) en 1758 et Thomas en 1761.
En 1768, il achète le manoir de Fenstanton dans le Huntingdonshire en Est-Anglie pour 13 000 £ à Lord Northampton, avec adjoints deux manoirs, deux villages et 2 668 acres de terre. La propriété est restée dans la famille jusqu'à ce qu'elle soit vendue par lots dans les années 1870 et 1880. Elle lui permet de représenter et de servir comme haut-shérif du Huntingdonshire de 1770 à 1771. Il continue à travailler et à voyager jusqu'à son malaise soudain et sa mort le 6 février 1783, à la porte de la maison de sa fille Bridget Holland, au 6 Hertford Street à Londres, alors qu'il rentrait après une soirée chez Lord Coventry.
Horace Walpole écrivit à Lady Ossory : « Your dryads must go into black gloves, Madam, their father-in-law, Lady Nature’s second husband, is dead! » (« Vos dryades doivent mettre des gants noirs, Madame, leur beau-père, deuxième mari de Lady Nature, est mort ! »).
Brown est enterré dans le cimetière de St. Peter and St. Paul, l'église paroissiale du petit domaine de Brown à Fenstanton Manor. Il laisse une succession d'environ 40 000 £, qui comprend des biens dans le Cambridgeshire, le Huntingdonshire et le Lincolnshire. Sa fille aînée Bridget a épousé l'architecte Henry Holland. Brown envoie deux de ses fils au collège d'Eton. L'un d'eux, Lancelot Brown le jeune, devient député de Huntingdon. Son fils John a rejoint la Royal Navy et est devenu amiral.

## Jardins et parcs
De nombreux parcs et jardins de Capability Brown peuvent encore être visités aujourd'hui ; plus de 30 des jardins sont ouverts au public. Une liste partielle des paysages qu'il a conçus ou aménagés comprend :
- Adderbury House, Oxfordshire (les concepts ne semblent pas être installés)[37]
- Addington Palace, Croydon
- Château d'Alnwick, Northumberland
- Jardin d'Alnwick, Northumberland
- Althorp, Northamptonshire
- Ampthill Park, Ampthill, Bedfordshire
- Ancaster House, Richmond, Surrey
- Appuldurcombe House, Île de Wight
- Ashburnham House, Sussex de l'Est
- Ashridge House, Hertfordshire
- Aske Hall, Yorkshire du Nord
- Astrop Park, Northamptonshire
- Audley End House, Essex
- Aynhoe Park, Northamptonshire
- The Backs, Cambridge
- Badminton House, Gloucestershire
- Ballyfin House, Irlande (pays)
- Basildon Park, Berkshire
- Battle Abbey, East Sussex
- Beaudesert, Staffordshire
- Beechwood, Bedfordshire
- Belhus, Essex
- Belvoir Castle, Leicestershire
- Benham Valence, Berkshire
- The Mitre, Newcastle upon Tyne
- Berrington Hall, Herefordshire
- Blenheim Palace, Oxfordshire
- Boarstall, Buckinghamshire[38]
- Bowood House, Wiltshire
- Branches Park, Cowlinge, Suffolk
- Brentford, Ealing
- Brightling Park, Sussex
- Broadlands, Hampshire
- Brocklesby Park, Lincolnshire
- Burghley House, Lincolnshire
- Burton Constable Hall, Yorkshire de l'Est
- Burton Park, Sussex
- Burton Pynsent House, Somerset
- Byram, Yorkshire de l'Ouest
- Cadland, Hampshire
- Capheaton Hall, Northumberland
- Château de Cardiff, Cardiff
- Castle Ashby House, Northamptonshire[39]
- Caversham Park, Berkshire
- Chalfont Park House, Buckinghamshire
- Charlecote Park, Warwickshire
- Charlton House, Wiltshire
- Chatsworth House, Derbyshire
- Château de Chilham, Kent
- Chillington Hall, Midlands de l'Ouest (comté)
- Church Stretton Old Rectory, Shropshire
- Clandon Park, Surrey
- Claremont House, Surrey
- Clumber Park, Nottinghamshire
- Compton Verney, Warwickshire
- Coombe Abbey, Coventry
- Corsham Court, Wiltshire
- Croome Park, Worcestershire
- Dodington Park, Gloucestershire
- Danson Park, Bexley (Londres)
- Darley Abbey Park, Derby
- Ditchingham Hall, Ditchingham, Norfolk
- Euston Hall, Suffolk
- Farnborough Hall, Warwickshire
- Fawley Court, Oxfordshire
- Gatton Park, Surrey
- Château de Grimsthorpe, Lincolnshire
- Château de Hampton Court, Surrey
- Harewood House, Leeds
- Heveningham Hall, Suffolk
- Château de Highclere, Hampshire
- Highcliffe Castle, Dorset
- Himley Hall, Staffordshire
- Holkham Hall, Norfolk
- Holland Park, London
- The Hoo, Hertfordshire
- Hornby Castle, Yorkshire du Nord
- Howsham Hall, près de York
- Ickworth House, Suffolk
- Ingestre Hall, Staffordshire
- Ingress Abbey, Kent
- Kelston, Somerset
- Jardins botaniques royaux de Kew, South West London
- Kiddington Hall, Oxfordshire
- Kimberley, Norfolk
- Château de Kimbolton, Cambridgeshire
- King's Weston House, Bristol
- Kirkharle Hall, Northumberland
- Kirtlington, Oxfordshire
- Knowsley Hall, près de Liverpool
- Kyre Park, Herefordshire
- Abbaye Sainte-Marie de Lacock, Wiltshire
- Laleham Abbey, Surrey
- Langley, Berkshire
- Langley Park, Buckinghamshire
- Langley Park, Norfolk
- Latimer, Buckinghamshire
- Leeds Abbey, Kent
- Littlegrove, Barnet, Londres
- Lleweni Hall, Clwyd
- Château de Longford, Wiltshire
- Longleat, Wiltshire
- Lowther Castle, Cumbria
- Luton Hoo, Bedfordshire
- Madingley Hall, Cambridgeshire
- Maiden Earley, Berkshire
- Mamhead House, Devon
- Melton Constable Hall, Norfolk
- Milton Abbey, Dorset
- Moccas Court, Herefordshire
- Moor Park, Rickmansworth, Hertfordshire
- Mount Clare (Roehampton), South West London
- Navestock, Essex
- Newnham Paddox, Warwickshire
- Newton Park, Newton St Loe, Somerset
- North Cray Place, près de Sidcup, Bexley (Londres)
- North Stoneham Park, Eastleigh, Hampshire
- Nuneham House, Oxfordshire
- Oakley, Shropshire
- Great Packington, Warwickshire
- Patshull Hall, Staffordshire
- Paultons Park, Hampshire
- Peper Harow House, Surrey
- Peterborough House, Hammersmith (Londres)
- Petworth House, West Sussex
- Pishobury, Hertfordshire
- Porter's Park, Hertfordshire
- Prior Park, Somerset
- Ragley Hall, Warwickshire
- Ravenscourt Park, West London
- Redgrave Park, Suffolk
- Abbaye de Roche, South Yorkshire
- Sandleford, Berkshire
- Savernake Forest, Wiltshire
- Schloss Richmond à Brunswick (Basse-Saxe), Allemagne
- Scampston Hall, North Yorkshire
- Sheffield Park Garden, Sussex
- Château de Sherborne, Dorset
- Sledmere House, Yorkshire de l'Est
- Southill Park, Bedfordshire
- South Stoneham House, Southampton, Hampshire
- Stoke Park, Buckinghamshire
- Stowe House, Buckinghamshire
- Syon Park House Estate, West London
- Commanderie de Temple Newsam, Leeds
- Thorndon Hall, Essex
- Trentham Gardens, Staffordshire
- Ugbrooke, Devon
- Wallington Hall, Northumberland
- Nouveau château de Wardour, Wiltshire
- Château de Warwick, Warwick
- Château de Wentworth, Yorkshire du Sud
- West Hill, Putney, South London
- Weston Park, Staffordshire
- Whitehall, London
- Whitley Beaumont, West Yorkshire
- Widdicombe Park, près de Slapton, Devon
- Wimbledon House, South West London
- Wimbledon Park, South West London
- Wimpole Hall, Cambridgeshire
- Abbaye de Woburn, Bedfordshire
- Wolterton Hall, Norfolk
- Woodchester Mansion, Gloucestershire
- Woodside, Old Windsor, Berkshire
- Wootton Place Rectory, Oxfordshire
- Wotton House, Buckinghamshire
- Wrest Park, Bedfordshire
- Wrotham Park, Hertfordshire
- Wycombe Abbey, Buckinghamshire
- Wynnstay, Clwyd
- Youngsbury, Hertfordshire